# Universala Esperanto-Asocio

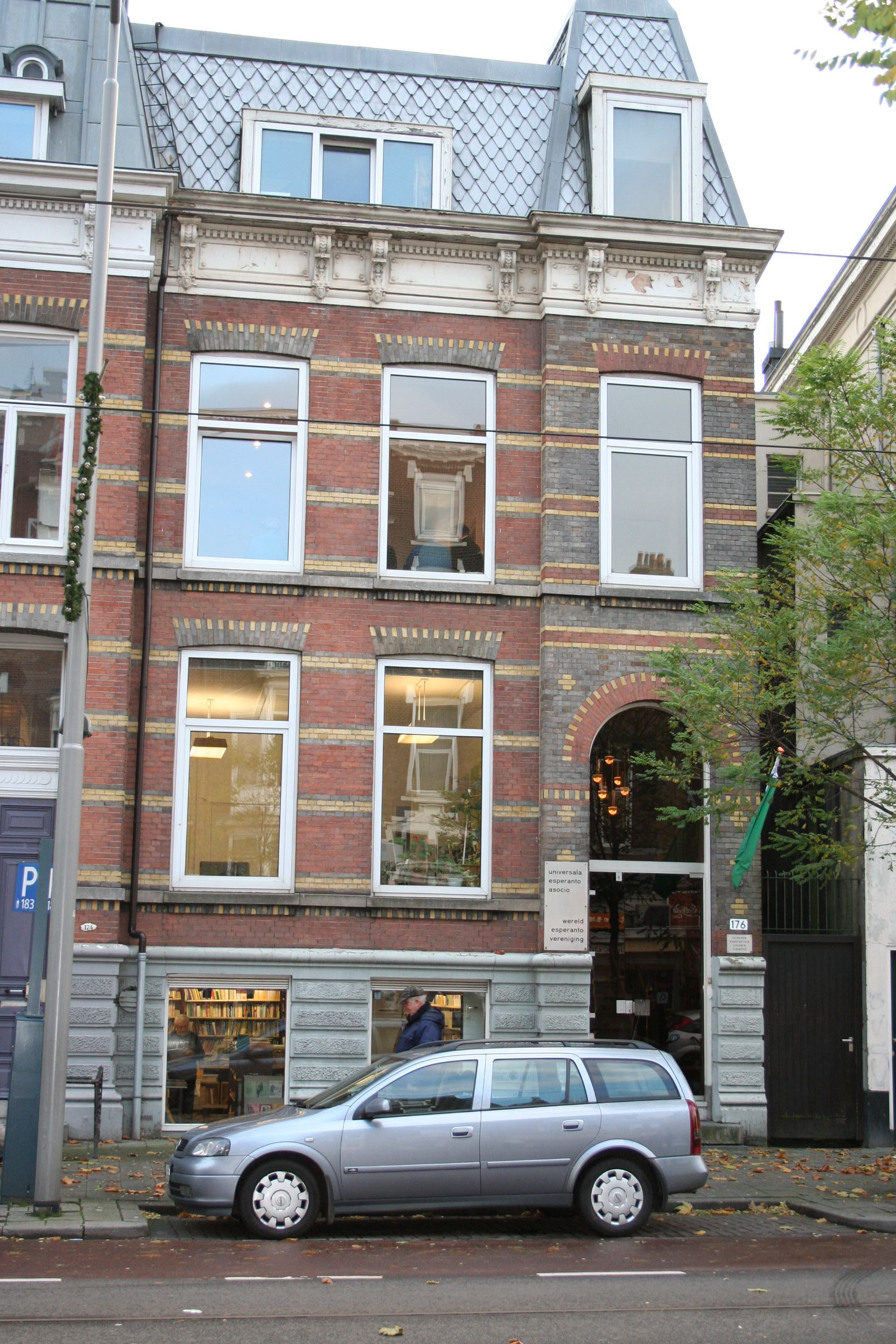

Universala Esperanto-Asocio (UEA) ("Världsesperantoförbundet") är den största internationella organisationen för esperantotalare, med drygt 5000  medlemmar i 119 länder (enligt årsboken från 2004) och med officiella förbindelser med FN och Unesco. Förutom individuella medlemmar är 95 nationella esperantoförbund anslutna till UEA, däribland Svenska Esperantoförbundet och Esperantoförbundet i Finland. Den nuvarande ordföranden för UEA är Duncan Charters. UEA är politiskt och religiöst neutralt, men inte i fråga om mänskliga rättigheter och språkfrågan i internationella sammanhang. 
Dagens UEA är en sammanslagning av det gamla UEA, som grundades 28 april 1908 i Schweiz av bland andra  Hector Hodler, och Internacia Esperanto-Ligo, som grundades 18 september 1936 i Storbritannien. Sammanslagningen skedde 1947.
UEA har ett huvudkontor i Rotterdam i Nederländerna. Där har också ungdomsförbundet TEJO sitt säte. Förutom detta har det funnits och finns flera andra centrum, till exempel kontoret i New York vid FN:s säte. 
Enligt stadgan från 1980 är UEA:s målsättningar:
a) ett sprida användandet av det internationella språket esperanto,
b) verka för en lösning på språkproblemet i internationella relationer och underlätta internationell kommunikation,
c) underlätta alla sorters andliga och materiella förbindelser mellan människorna, trots skillnader i nationalitet, ras, kön, religion, politik eller språk,
d) öka solidaritetskänslan bland sina medlemmar och utveckla hos dem förståelse och uppskattning för andra folk.
Varje år organiserar UEA esperantos världskongress, där vanligtvis 1500-3000 människor deltar.  UEA publicerar och distribuerar böcker och tillhandahåller en informationslokal och ett viktigt esperantobibliotek.  UEA har också ett nätverk av representanter från hela världen som informerar om sina orter eller yrken.

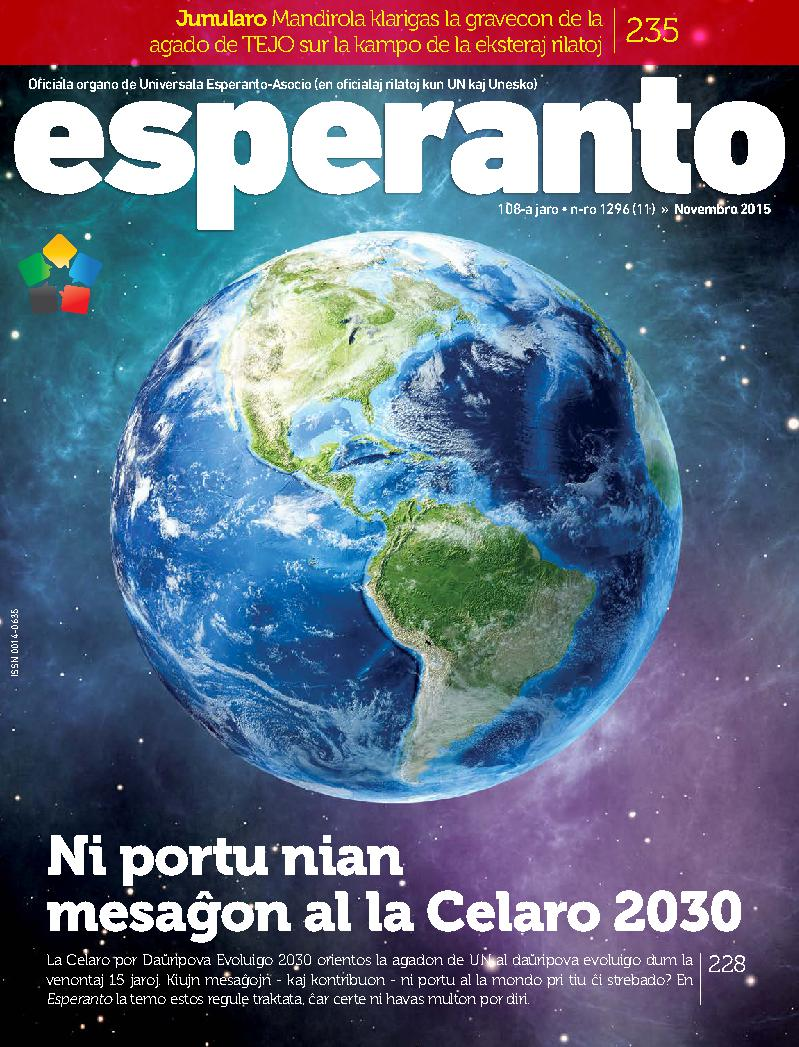
Esperanto

UEA ger ut ett månatligt officiellt organ, Esperanto, och en årlig handbok om esperantorörelsen. 
UEA organiserar varje år konstnärliga tävlingar i olika konstformer på esperanto. 
UEA har förbindelser med många specialiserade esperantoorganisationer. Vissa är anslutna, liksom de nationella förbunden, och skickar en delegat till UEA:s styrelse. De flesta har bara ett "samarbetskontrakt" med UEA, bland dem alla "icke-neutrala" förbund såsom exempelvis de religiösa.  
Förutom med FN och UNESCO har UEA även rådgivande förbindelser med Unicef och Europarådet och allmänna samarbetsförbindelser med Organisationen av amerikanska stater. UEA samarbetar officiellt i Internationella standardiseringsorganisationen (ISO). Förbundet är aktivt för information inom Europeiska unionen och emellanåt i andra mellanstatliga och internationella organisationer och konferenser. 
Tutmonda Esperantista Junulara Organizo (TEJO) är UEA:s ungdomssektion.

## Ordförande för UEA

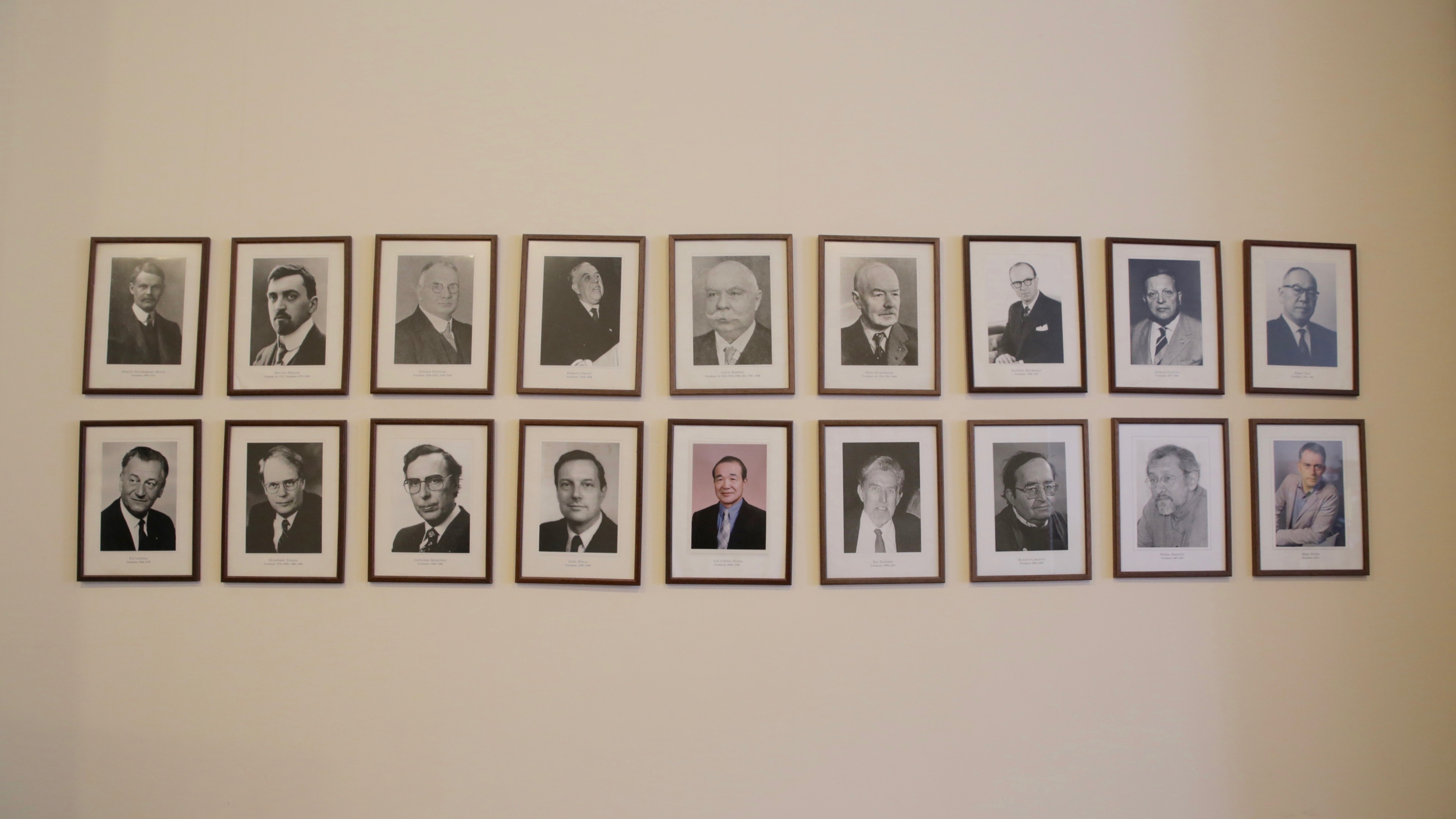

### Schweiziska perioden
- 1908-1916: Harold Bolingbroke Mudie (Storbritannien), börsmäklare
- 1916-1919: (vakant)
- 1919-1920: Hector Hodler (Schweiz), journalist
- 1920-1924: Eduard Stettler (Schweiz), jurist
- 1924-1928: Dr Edmond Privat (Schweiz), journalist och historiker
- 1928-1934: Eduard Stettler (Schweiz), jurist
- 1934-1936: Louis Bastien (Frankrike)
- 1936-1941: Karl Max Linger (Schweiz)
- 1941-1947: Hans Hermann Kürsteiner (Schweiz)

### Brittiska perioden
- 1936-1947: (Internacia Esperanto-Ligo) Louis Bastien (Frankrike)
- 1947-1956: Ernfrid Malmgren (Sverige), lärare

### Nederländska perioden
- 1956-1960: Professor Giorgio Canuto (Italien), rättsläkare
- 1960-1962: Harry Holmes (Storbritannien)
- 1962-1964: Professor Hideo Yagi (Japan), gynekolog
- 1964  :  Harry Holmes (Storbritannien)
- 1964-1974: Professor Ivo Lapenna (Storbritannien)
- 1974-1980: Dr Humphrey Tonkin (USA), litteraturvetare
- 1980-1986: Grégoire Maertens (Belgien), finansinspektör
- 1986-1989: Professor Humphrey Tonkin (USA), litteraturvetare
- 1989-1995: Professor John C. Wells (Storbritannien), fonetiker
- 1995-1998: Professor Lee Chong-Yeoung (Korea), ekonom
- 1998-2001: Kep Enderby (Australien), jurist
- 2001-2007: Renato Corsetti (Italien), språkforskare
- 2007-2013: Probal Dasgupta (Indien), språkforskare
- 2013-2019: Mark Fettes (Kanada), språkforskare
- från 2019: Duncan Charters, USA, språkforskare

(Perioderna är benämnda efter sätet för huvudkontoret)